# 414

414(사백십사)는 413보다 크고 415보다 작은 자연수다.

## 수학
- 합성수로, 그 약수는 1, 2, 3, 6, 9, 18, 23, 46, 69, 138, 207, 414다. 진약수의 합은 522이므로, 414는 과잉수다.
- 회문수다.
- {\displaystyle 414=1^{2}+6^{2}+11^{2}+16^{2}}
  - 공차가 5인 네 자연수의 제곱합으로 나타낼 수 있는 가장 작은 수다. 이 성질을 지닌 다음 수는 486이다.
- {\displaystyle 91^{2}-1}은 414로 나누어떨어진다.

## 과학·기술
- NGC 414(영어판): 물고기자리 방향에 있는 렌즈형은하.
- HTTP 414 (URI Too Long→너무 긴 통합 자원 식별자): 통합 자원 식별자(URI)가 너무 길어서 서버가 처리할 수 없을 때, 웹 서버가 보내는 HTTP 상태 코드.

## 교통

### 철도
- 수도권 전철 4호선 수유역의 역번호.
- 부산 도시철도 4호선 안평역의 역번호.

### 도로
- 국도 제414호선
  - 일본 414번 국도: 시즈오카현 시모다시에서 누마즈시까지 이어지는 일본의 국도.
- 기타 도로
  - 414번 지방도: 강원특별자치도 정선군 고한읍 고한리에서 태백시 혈동 화방재까지 이어지는 대한민국의 지방도.
  - 현도 제414호선

## 군사
- U-414(영어판): 제2차 세계 대전에 사용된 나치 독일의 군용 잠수함.

## 문화유산
- 대한민국의 보물 제414호: 안동 하회 충효당
- 대한민국의 사적 제414호: 진천 김유신 탄생지와 태실

## 기타
- 날짜: 4월 14일
- 연도: 414년, 기원전 414년